# Драматишки мост
Драматишкият мост (на гръцки: Γεφύρι Αγγίστας) е каменен мост в Егейска Македония, Гърция.

## Местоположение
Мостът е разположен на река Драматица (Ангитис), ляв приток на Струма, непосредствено до Гара Ангиста на южния, ляв бряг на реката и Гара Драчево (Статмос Левкотеас) на северния, десен.

## История
Смята се, че мостът е античен. Последната фаза на моста е от ранната османска епоха - XVI век. Непрекъснатото му използване от Античността до днес показва значението на пътя, който свързва равнината със северното и западното подножие на Кушница. На 500 m източно са останките от крепостта Палиокостра.

## Описание
Има пет заострени арки, от които видими днес са четири и така е единственият сводест мост в Източна Македония. Висок е 5,9 m и е ориентиран север-юг. Изграден е от дялан варовиков туф и здрава мазилка.